# 玫貴妃
玫貴妃（ばいきひ、満洲語: ᡤᡝᡥᡠᠩᡤᡝ
ᡤᡠᠢᠢᡫᡝᡞ　転写：gehungge guifei、? - 1890年12月19日）は、清の咸豊帝の側妃。満洲正黄旗佐領下人の出身。姓はシュギャ（徐佳）氏（šugiya hala）。憫郡王の母。

## 生涯

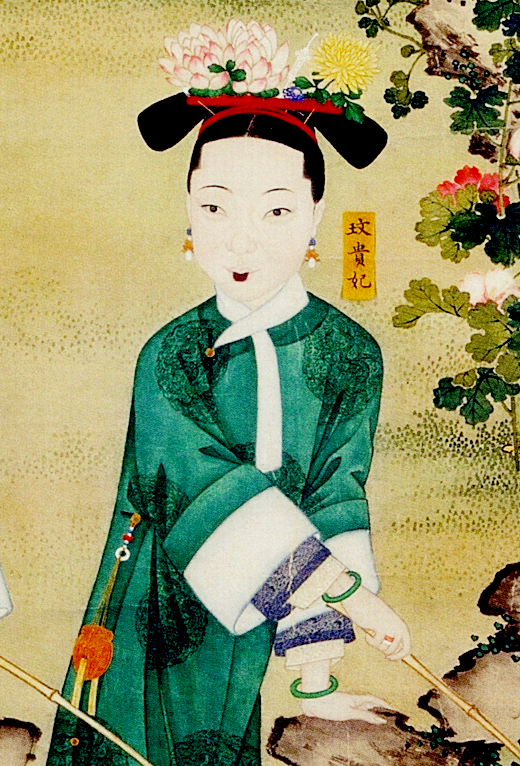
玫貴妃

はじめ侍女として、後宮に仕えた。咸豊3年（1853年）、「玫常在」（gehungge cang dzai）となった。後に玫貴人（gehungge gui žin）に進んだ。咸豊5年5月（1855年）、侍女を虐待したことと宦官と甘い言葉を交わしたことで咸豊帝の怒りを買い、常在、官女子に降格した。しかし翌月、玫常在、玫貴人に再昇進した。
咸豊8年（1858年）、咸豊帝の次男（名前は付けられず）を生み、玫嬪（gehungge pin）に昇進した。
同治帝の即位後、皇考玫妃に尊封された。光緒帝の即位後、玫貴妃に尊封された。光緒16年11月8日（1890年12月12日）に病没した。定陵の妃園寝に陪葬された。

## 男子
- 憫郡王（1858年3月19日生没）

## 伝記資料
- 『清史稿』
- 咸豊5年5月朱諭
- 咸豊8年玫嬪冊文